# Хшонстовице (станция)
Хшонстовице (пол. Chrząstowice) — пассажирская и грузовая железнодорожная станция в селе Хшонстовице в гмине Хшонстовице, в Опольском воеводстве Польши. Имеет 2 платформы и 2 пути.
Станция на железнодорожной линии Ополе — Тарновске-Гуры, построена в 1858 году, когда село Хшонстовице (нем. Chronstau, Хронстау) было в составе Королевства Пруссия.